# Фукс, Иммануэль Лазарус
Иммануэль Лазарус (Лазарь) Фукс (нем. Lazarus Immanuel Fuchs, 5 мая 1833[…], Мосина, Великопольское воеводство — 26 апреля 1902[…], Берлин) — немецкий математик, ученик Карла Вейерштрасса. Член Берлинской академии наук с 1884 года. Почётный член Венгерской академии наук (1899).
Признанный авторитет в области линейных дифференциальных уравнений 2-го порядка, где создал обширную научную школу. Работы Фукса оказали большое влияние на Феликса Клейна, Камилла Жордана, Анри Пуанкаре; эти работы заложили основу для создания современной теории дифференциальных уравнений.

## Биография
Лазарь Фукс родился в Мосине в еврейской семье. В 1858 году окончил Берлинский университет. В этом же году защитил диссертацию под руководством Карла Вейерштрасса.
- 1865—1869: профессор (первый год — приват-доцент) Берлинского университета. Одновременно с профессорскими обязанностями в 1867—1869 году преподавал в Берлинской артиллерийской и инженерной школе[2].
- 1869—1874: профессор Грайфсвальдского университета.
- 1874—1875: профессор Гёттингенского университета.
- 1875—1884: профессор Гейдельбергского университета.

С 1884 года Фукс вернулся в Берлинский университет, где занял место умершего Куммера. В Берлине он преподавал до конца жизни. С 1892 года был редактором «журнала Крелле».

## Научная деятельность
Основные достижения Фукса получены в области линейных дифференциальных уравнений с аналитическими коэффициентами.
Открыл так называемые перемещающиеся особые точки (1884).
Ввёл понятие фундаментальной системы для описания линейно независимых решений линейных дифференциальных уравнений.
Его имя носят изучавшийся им класс уравнений, группы Фукса (изометрии гиперболической плоскости), уравнение Пикара — Фукса и ряд теорем.

## Основные труды
- Über Funktionen zweier Variabeln, welche durch Umkehrung der Integrale zweier gegebener Funktionen entstehen. Göttingen, 1881.
- Zur Theorie der linearen Differentialgleichungen. Berlin, 1901.
- Gesammelte Werke. Hrsg. von Richard Fuchs und Ludwig Schlesinger. 3 Bde. Berlin, 1904—1909.